# Helena Hleb-Koszańska
Helena Hleb-Koszańska est une bibliographe et théoricienne polonaise de la bibliothéconomie née le 13 juin 1903 dans l'oblast de Koursk et morte le 16 avril 1983 à Varsovie.

## Biographie

### Enfance et études
Fille de Jan, elle naît dans une famille d'ecclésiastiques. En 1921, elle déménage avec ses parents à Vilnius. Elle y termine son enseignement secondaire puis ses études de philologie polonaise à l'université de Vilnius, où, sous la direction de Stanisław Pigoń (pl), elle soutient sa thèse de maîtrise intitulée Źródła sądów w rozprawie Michała Grabowskiego „O nowej literaturze francuskiej”. En 1929, elle obtient son doctorat à la faculté des sciences humaines de l'université de Vilnius.

### Carrière
En 1928, elle commence à travailler à la bibliothèque de l'université de Vilnius. À cette époque, son travail académique est consacré à la révision d'écrits étrangers et à l'analyse de manuels de langues étrangères liés à la bibliothéconomie. En outre, elle rassemble des bibliographies et des documents biographiques pour réaliser un portrait bibliographique de Joachim Lelewel. À partir de 1932, elle dirige le service des livres de la bibliothèque universitaire et, à partir de 1936, le centre de documentation Joachim Lelewel.
En novembre 1932, elle part pour Leningrad, où elle participe aux travaux de la Commission mixte pour la revendication de la propriété des bibliothèques jusqu'en avril 1933. Après la prise de contrôle des bibliothèques polonaises par les autorités lituaniennes le 16 décembre 1939, Helena Hleb-Koszanska participe au travail pédagogique d'un cours secret de bibliothéconomie à Vilnius,. Lors du rapatriement, elle se retrouve à Bydgoszcz en mai 1945 et commence à travailler au département d'information scientifique de l'Institut balte. En 1946, Adam Łysakowski lui propose un poste à l'Institut national du livre de Łódź, où elle dirige le département des travaux de recherche, période pendant laquelle elle reprend le travail sur la biographie de Joachim Lelewel. Après la dissolution de l'Institut en septembre 1949, elle déménage à Varsovie, où elle est nommée chef du département de la théorie de la bibliographie à l'Institut bibliographique de la Bibliothèque nationale. De 1951 à 1954, elle est rédactrice en chef de la Bibliographie analytique de la bibliographie et de l'information scientifique. Après la mort d'Adam Łysakowski en 1953, elle devient directrice de cet institut, qu'elle dirige jusqu'en 1971. En 1955, elle reçoit le titre de professeur associé.
Elle préside la Commission de la bibliographie nationale et organise en 1949 le premier cours de bibliographie en Pologne au niveau secondaire et, quatre ans plus tard, au niveau tertiaire. Alors qu'elle présidait l'Institut bibliographique de la Bibliothèque nationale, elle participe à l'organisation d'un cours national pour les travailleurs bibliographiques indépendants au nom du Conseil central des bibliothèques du ministère de la culture.

### Morts
Elle meurt le 16 avril 1983 à Varsovie et est enterrée au cimetière de Powązki de Varsovie (section T-2-5).

## Récompenses et distinctions
- 1925 : Médaille du 3 mai (pl)[7]
- 19 janvier 1955 : Médaille du 10e anniversaire de la république populaire de Pologne[8]
- 11 juillet 1955 : Croix d'or du mérite[1]
- 1964 : Croix de chevalier de l'Ordre Polonia Restituta[9]